# Giannina Facio
Giannina Facio, Lady Scott (San José, 10 de setembro de 1955) é uma atriz e produtora costarriquenha que participou de vários filmes, especialmente de seu marido, o cineasta e produtor britânico Sir Ridley Scott. Ela primeiro trabalhou com Scott em White Squall e é sua parceira desde Hannibal. Gladiador foi o primeiro de dois filmes em que ela interpretou a esposa do personagem de Russell Crowe, sendo a outra Body of Lies. Desde White Squall, Facio fez aparições em todos os filmes de Scott, exceto American Gangster, The Martian e Alien: Covenant . 

## Vida pessoal
Facio se casou com seu parceiro de produção Ridley Scott em junho de 2015, eles estavam namorando desde 2010. Ridley a escolheu em todos os seus filmes desde White Squall em 1996, exceto American Gangster e The Martian. Seu pai, Gonzalo Facio Segreda (1918 - 2018) foi um advogado, político e diplomata costarriquenho. 

## Filmografia

### Como atriz
| Ano  | Título                                      | Função                                 | Notas                       |
| ---- | ------------------------------------------- | -------------------------------------- | --------------------------- |
| 1984 | Poppers                                     | Lola                                   | [ 4 ]                       |
| 1985 | Miami Vice                                  | Modelo                                 | Episódio: "O filho pródigo" |
| 1990 | Nel giardino delle rose                     |                                        |                             |
| 1990 | Delta Force Commando II: Prioridade Red One | Juna                                   |                             |
| 1990 | Vacanze di Natale '90                       | Rita                                   |                             |
| 1991 | L'odissea                                   | Elena di Troia                         | Filme de tv                 |
| 1992 | Nessuno mi crede                            | Mai                                    |                             |
| 1992 | Extralarge : Cannonball                     | secretário                             | Filme de tv                 |
| 1993 | Torta di mele                               |                                        |                             |
| 1996 | Il cielo é sempre mais azul                 |                                        |                             |
| 1996 | tempestade Branca                           | Professora de Girlschool               |                             |
| 1997 | No se puede tener todo                      | Marga                                  |                             |
| 1997 | GI Jane                                     | Festa de menina na praia               |                             |
| 1998 | Spanish Fly                                 | Encontro de Antonio # 2                |                             |
| 1999 | The Hunger                                  | Vivica Linders                         | Episódio: "Night Bloomer"   |
| 2000 | Gladiador                                   | Esposa de Maximus                      |                             |
| 2001 | Hannibal                                    | Técnico de impressão digital de Verger |                             |
| 2001 | Black Hawk Down                             | Stephanie Shughart (sem créditos)      |                             |
| 2003 | Matchstick Masculino                        | Caixa de banco                         |                             |
| 2005 | Cruzadas                                    | Irmã de Saladino                       |                             |
| 2006 | Um bom ano                                  | Maitre D '                             |                             |
| 2008 | Body of Lies                                | Esposa de Hoffman                      |                             |
| 2010 | Robin Hood                                  | Dama de companhia                      |                             |
| 2012 | Prometeu                                    | Sra. Shaw                              |                             |
| 2013 | O conselheiro                               | Mulher com celular                     |                             |
| 2014 | Êxodo: Deuses e Reis                        | Irmã de Jetro                          |                             |
| 2017 | Todo o dinheiro do mundo                    | Assistente de negociante de arte       |                             |

### Como produtora
- Matchstick Men (2003) - co-produtora
- Tristão e Isolda (2006)
- Concussão (2015)
- Mark Felt: O Homem que Derrubou a Casa Branca (2017)